# Duniłowicze (gmina)
Duniłowicze (pocz. Daniłowicze) – dawna gmina wiejska istniejąca do 1939 roku w woj. nowogródzkim/Ziemi Wileńskiej/woj. wileńskim (obecnie na Białorusi). Siedzibą gminy było miasteczko Duniłowicze (1386 mieszk. w 1921 roku), które również – nie posiadając praw miejskich – było siedzibą powiatu.
Początkowo gmina należała do powiatu wilejskiego. 7 listopada 1920 r. została przyłączona do nowo utworzonego powiatu duniłowickiego pod Zarządem Terenów Przyfrontowych i Etapowych. 19 lutego 1921 r. wraz z całym powiatem weszła w skład nowo utworzonego województwa nowogródzkiego. 13 kwietnia 1922 roku gmina wraz z całym powiatem duniłowickim została przyłączona do objętej władzą polską Ziemi Wileńskiej, przekształconej 20 stycznia 1926 roku w województwo wileńskie. 1 stycznia 1926 roku nazwę powiatu duniłowickiego zmieniono  na powiat postawski. 1 kwietnia 1927 roku do gminy Duniłowicze przyłączono części obszaru gmin Łuczaj i Norzyca, natomiast części obszaru gminy Duniłowicze włączono do gminy Norzyca. 
Po wojnie obszar gminy Duniłowicze wszedł w struktury administracyjne Związku Radzieckiego.

## Demografia
Według Powszechnego Spisu Ludności z 1921 roku gminę zamieszkiwało 5 291 osób, 3 834 było wyznania rzymskokatolickiego, 750 prawosławnego, 5 ewangelickiego, 2 staroobrzędowego, 685 mojżeszowego, 14 mahometańskiego. Jednocześnie 3 264 mieszkańców zadeklarowało polską przynależność narodową, 1 315 białoruską, 1 niemiecką, 13 rosyjską, 7 litewską i 6 tatarską. Było tu 863 budynków mieszkalnych.